# نادي سيلتا دي فيغو لكرة السلة
نادي سيلتا دي فيغو لكرة السلة (بالإسبانية: CD Bosco)‏ هو فريق كرة سلة إسباني للسيدات تأسس في سنة 1965 يقع مقره في فيغو. يلعب في الدوري الإسباني لكرة السلة للسيدات الدرجة الثانية.

## الإنجازات
- الدوري الإسباني لكرة السلة للسيدات (5)
  - 1977، 1979، 1982، 1999، 2000

## وصلات خارجية
- الموقع الرسمي